# Chata Lajoška
Schronisko Lajoška (schronisko Predná Holica, słow. Chata  Lajoška, Chata Predná Holica) – słowackie schronisko położone w Górach Wołowskich, w paśmie Kojszowskiej Hali, na zachód od Koszyc.

## Położenie
Schronisko znajduje się na niewielkiej polanie, tuż pod szczytem Predného holiska (949 m n.p.m.) w głównym grzbiecie Gór Wołowskich.
Obok schroniska znajduje się węzeł znakowanych szlaków turystycznych. Głównym grzbietem wiedzie czerwony , dalekobieżny szlak Cesta hrdinov SNP. W kierunku południowym schodzi do Hýľova szlak niebieski , a na północ szlak żółty  do miejscowości Košická Belá
Schronisko jest dostępne dla turystów pieszych, rowerowych a w zimie też dla narciarzy biegowych. Jest ulubionym turystycznym celem koszyczan, położonym na 908 m n.p.m. W pobliżu schroniska znajduje się mała kapliczka, która była wybudowana w 1912 r., gdzie co roku tydzień po Dniu Zadusznym wspomina się zmarłych turystów.

## Historia
Pierwsze schronisko na Predniej Holici powstało w 1914. Parterową, zrębową chatę z dwiema izbami, kuchnią i otwartą werandę wybudowano według planów i pod nadzorem miejskiego inżyniera leśnego Andreja Scheffera. Po I wojnie światowej schronisko było zaniedbane i rozgrabione. W 1925 na miejscu starego schronu wybudowano nowy budynek, z dwiema izbami i pojemnością 24 miejsc. Główną zasługę dla odnowienia schronu miał ksiądz i prezes filii Towarzystwa Karpackiego, Lajos (Ľudovít) Konrády. Jeszcze w 1926 budynek rozszerzył się o trzyizbowe, piętrowe skrzydło, dzięki czemu pojemność wzrosła do 60 miejsc. Gdy w 1929 zmarł Lajos Konrády, według planów którego schronisko było odnowione, na jego cześć schronisko nazwano jego imieniem. Stąd pochodzi jej popularna nazwa  Lajoška – z węgierskiego Lajos (po słowacku Ľudovít). W 1934 rozszerzono pojemność schroniska do 100 miejsc.
W 1938 schronisko przypadło według ustaleń pierwszego arbitrażu wiedeńskiego Węgrom Horthyego. Granica ciągnęła się bezpośrednio przy schronisku. Podczas II wojny światowej schronisko na przemian zajmowali partyzanci i wojsko węgierskie. W grudniu 1944 węgierscy żołnierze wysadzili schronisko w powietrze.
W 1948 zaczęła się budowa obecnego  schroniska. Była zakończona trzy lata później, w 1951.

## Szlaki turystyczne
- szlakiem ze schroniska Jahodná (4,9 km, 1 h 25') - Cesta hrdinov SNP
- szlakiem z Idčianskiego sedla (4,5 km) - Cesta hrdinov SNP
- szlakiem z Košickiej Belej
- szlakiem z Hýľova

Do schroniska można też dojść nieoznaczonym szlakiem doliną Potoki pod Jahodną.

## Współczesność
Pojemność schroniska wynosi 40 osób. Schronisko należy do Klubu Turystów Koszyc. Poniżej schroniska w jeziorku żyją pstrągi.